# Polina Bratuhhina-Pitou
Polina Bratuhhina-Pitou (geborene Polina Bratuhhina, ab 2014 Polina Bratuhhina-Pitou;* 7. Dezember 1987 in Narva) ist eine estnische Volleyball- und ehemalige Beachvolleyballspielerin. Sie wurde mehrfache estnische Meisterin sowohl in der Halle als auch im Sand.

## Karriere
Polina Bratuhhina erreichte mit ihrer Schwester Natalja bei der Jugend-Weltmeisterschaft 2005 in Saint-Quay-Portrieux und bei der Junioren-WM 2007 in Modena die Plätze neun und fünf. Von 2008 bis 2009 bildete sie ein Duo mit Kadri Puri, mit der bereits die Junioren-WM 2006 in Mysłowice bestritten hatte. 2009 spielte sie einige Turniere mit Mari-Liis Graumann, ehe sie bei der U23-Europameisterschaft in Jantarny wieder mit Natalja antrat und Fünfte wurde. Seitdem bilden die estnischen Schwestern ein festes Duo. Bei der Europameisterschaft 2011 kamen sie als Gruppendritte in die erste Hauptrunde und unterlagen den Niederländerinnen Stiekema/Braakman.